# AIA Centre
Das AIA Centre ist eine Mehrzweckhalle in Melbourne, Australien, auch bekannt als The Glasshouse. Die Halle wurde als Olympisches Schwimmstadion im Rahmen der Olympischen Sommerspiele 1956 erbaut und diente anschließend lange als Basketballstadion sowie als Konzerthalle. Seit 2004 ist es Verwaltungssitz und Trainingsgelände des Collingwood Football Club.

## Lage
Die Mehrzweckhalle befindet sich an der Ecke Olympic Boulevard und Batman Avenue, im Olympic Park von Melbourne, etwa 20 Gehminuten vom Melbourne CBD entfernt.

## Geschichte und Nutzung

### Bau und Renovierungen
1949 wurde Melbourne als Ort der Olympischen Sommerspiele 1956 bekannt gegeben. 1952 entschied das Olympische Komitee von Melbourne, dass es für das Hauptstadium und die Schwimmhalle einen Architekturwettbewerb geben soll. Entworfen wurde die Halle von der einmaligen Vereinigung KPJP, bestehend aus den Architekten Kevin Borland, Peter McIntyre sowie John und Phyllis Murphy. Mit ihrem Entwurf gewannen sie den Wettbewerb für das Schwimmstadion.
Der Grundstein für das Gebäude wurde im Oktober des Jahres 1954 gelegt. Erbaut wurde die Arena vom Bauunternehmen McDougall & Ireland und dem Ingenieur Bill Irwin.
Die Baukosten beliefen sich auf 350.000 Australische Pfund. Eröffnet wurde das Gebäude am 22. November 1956.
Renovierungen für die Halle mit einer Zuschauerkapazität von 7.200 Personen wurden in den Jahren 1983, 2003, 2013 und 2023 vorgenommen.
Der Großteil der Wassersportdisziplinen (Schwimmen, Tauchen, Wasserball) während der Olympischen Sommerspiele 1956 wurden in der Halle ausgetragen. Insbesondere das umstrittene Wasserball-Finale zwischen Ungarn und der Sowjetunion, das später als „Blutspiel von Melbourne“ bekannt wurde, fand im Stadion statt. Kurz vorher fand der Ungarische Volksaufstand statt, die Stimmung zwischen den beiden Mannschaften war angespannt. Bei dem Spiel attackierten sich schließlich die russischen und ungarischen Spieler zunächst verbal, dann auch körperlich, bis die Schiedsrichter das Spiel absagen mussten und Ungarn den Sieg zusprachen, da diese bei Abbruch des Spiels geführt hatten.
Die Halle wurde in das Victorian Heritage Register aufgenommen. Sie gilt als frühes und einflussreiches Bauwerk des Strukturalismus in Australien in der Nachkriegsära. Das Schwimmbecken selbst ist ein frühes Beispiel für eine vorgespannte Stahlrahmenkonstruktion. Es war das erste überdachte Schwimm- und Tauchstadion, das für die Olympischen Spiele verwendet wurde. Es ist außerdem das einzige für die Olympiade 1956 errichtete Stadion, das heute noch steht.

### Nutzung ab den 1980ern
In den 1980ern wurde aus der Halle das Melbourne Sports and Entertainment Centre. Es wurde für Spiele der National Basketball League (NBL) genutzt und diente als Heimstätte für die North Melbourne Giants, die Melbourne Tigers, die Eastside Spectres und die Westside Melbourne Saints. International diente es als Stadion der Australian Boomers. Diese traten dort 1987 gegen die Basketballmannschaft der Sowjetunion an. Zu diesem Zweck wurde das Schwimmbecken überbaut und durch Parkett ersetzt.
Bis 1986 war es mit einer Kapazität von 7200 Plätzen das größte Stadion für Basketballspiele der NBL.
Die Giants blieben bis 1998 im Stadion, die Tigers zogen 1992 in das 15.400 Besucher fassende National Tennis Centre im Flinders Park.
Neben sportlichen Wettbewerben war das Stadium auch beliebt für Auftritte von Musikern. So spielte Eric Clapton 1987 im Rahmen der Clapton and Friends Tour vor 7.125 Besuchern in der Halle. Ebenso war die Halle Veranstaltungsort der The Works Tour von Queen 1984, der No Jacket Required World Tour von Phil Collins 1985, der Invisible Touch Tour von Genesis 1986 sowie der Brothers in Arms Tour der Dire Straits 1986. Weitere Bands und Künstler, die dort auftraten waren unter anderem Deep Purple, John Farnham, Joe Jackson, AC/DC, U2, Guns N’ Roses, Jimmy Barnes, Jethro Tull, George Michael, John Denver, Sinéad O’Connor, Paul Simon, The Pretenders, The Moody Blues, Cyndi Lauper, Van Morrison, Tina Turner, Eurythmics, Simple Minds und The Style Council.

### Umwidmung 2004
2003 wurde das Gebäude komplett umgebaut. 2004 kaufte der Autohersteller Lexus die Namensrechte an der Halle und benannte sie in das Lexus Centre um. Gleichzeitig verlor die Halle ihre Bedeutung als öffentliches Stadium. Stattdessen zog das Victorian Institute of Sport sowie der Collingwood Football Club, der vorher im Victoria Park ansässig war, in die Räumlichkeiten und nutzte diese für Verwaltungsaufgaben und als Trainingsgelände. 2010 verlor Lexus die Namensrechte. Neuer Sponsor wurde die Bank Westpac und die Halle zum Westpac Centre. 2012 wurde die Halle runderneuert und mit neuen Trainingsmöglichkeiten, unter anderem mit einem neuen Netball-Platz, ausgestattet.
2015 wechselte die Sponsorschaft erneut und die Automarke Holden wurde zum neuen Sponsor des Fußballklubs. Bis 2022 blieb das Gebäude damit das Holden Centre. Seit dem März 2022 ist es nun als AIA Centre bekannt, nachdem das Versicherungsunternehmen AIA Group die Namensrechte bekommen hatte. Seit dieser Zeit finden auch die Heimspiele des Collingwood Football Club dort statt.
2023 wurde das Gebäude aufwendig renoviert, um seine Stabilität zu sichern. Des Weiteren wurde als Teil einer Partnerschaft mit der Monash University für 15 Millionen australische Dollar ein sportmedizinisches Zentrum eingerichtet.

## Auszeichnungen
- Aufnahme in das Victorian Heritage Register
- 2012: Engineering Heritage International Marker der Engineers Australia[4]
- 2021: National Enduring Architecture Award des Australian Institute of Architects[18]